# Талапський сільський округ (Жамбильський район)
Тала́пський сільський округ (каз. Талап ауылдық округі, рос. Талапский сельский округ) — адміністративна одиниця у складі Жамбильського району Алматинської області Казахстану. Адміністративний центр — село Суранши-батир.
Населення — 2434 особи (2021; 2627 у 2009, 2415 у 1999, 2534 у 1989).
Станом на 1989 рік існувала Талапська сільська рада (села Кастек, Талап).

## Склад
До складу округу входять такі населені пункти:
| Населений пункт     | Стара назва | Населення, осіб (1989) | Населення, осіб (1999) | Населення, осіб (2009) | Населення, осіб (2021) |
| ------------------- | ----------- | ---------------------- | ---------------------- | ---------------------- | ---------------------- |
| Кастек, село        | -           | 805                    | 899                    | 893                    | 1023                   |
| Суранши-батир, село | Талап       | 1729                   | 1516                   | 1734                   | 1411                   |